# Sneekermeerbus
De Sneekermeerbus is de benaming voor een speciale buslijn 838 van vervoersbedrijf Qbuzz tijdens de Sneekweek.

## Geschiedenis
De Sneekermeerbus was al jaren een begrip tijdens de Sneekweek. Vaak was de buslijn gesponsord door bij de Sneekweek betrokken bedrijven. Naast de buslijn was er tijdens de Sneekweek ook een tijdelijke extra veerdienst, Poieszboot genaamd. Voorheen werd deze buslijn geëxploiteerd door achtereenvolgens NoordNed, Connexxion en Arriva. Hoewel de Sneekermeerbus al jarenlang bestond, verscheen deze lijn pas sinds de editie van 2016 in de dienstregeling. Het lijnnummer dat hierbij werd gebruikt is 38. 
Met ingang van 15 december 2024 nam Qbuzz het vervoer in Fryslân over. Aangezien ze sindsdien lijnnummer 38 gingen gebruiken voor de route Sneek - Hidaard, kwam er na jaren een einde aan de Sneekermeerbus in de huidige vorm (i.e. onder lijnnummer 38). De Sneekermeerbus keerde wel terug, maar het lijnnummer werd met 800 verhoogd, waardoor het lijnnummer is gewijzigd naar 838. Dit werd gedaan om aan te geven dat dit een evenementenlijn was. 

## Route

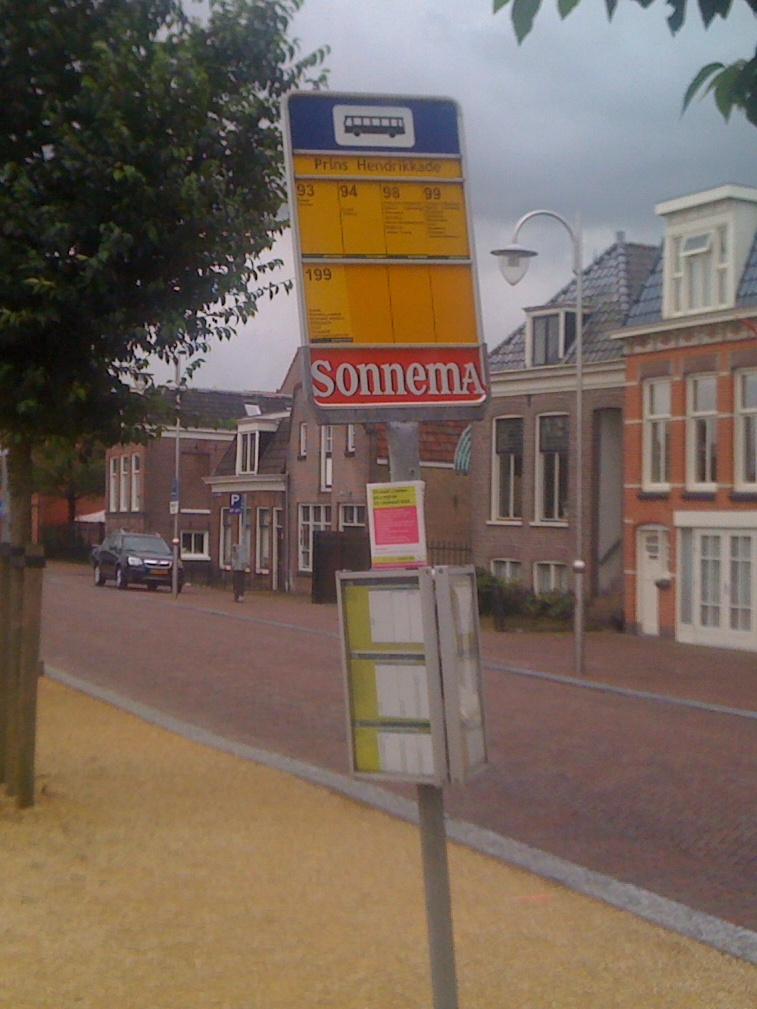
Halte van de Sneekermeerbus aan de Prins Hendrikkade tijdens de Sneekweek 2011.

Tijdens het jaarlijkse evenement rijdt deze speciale lijn tussen busstation Sneek en de pont richting Kolmeersland. Hiervoor worden tijdelijke haltes opgericht op de Prins Hendrikkade (Turfsteeg), Leeuwarderweg (1e Oosterkade), Middelzeelaan (supermarkten), De Domp (jachthavens, Poieszboot), De Potten (Sneekweekcamping, recreatieterrein), de Paviljoen en de pont richting Kolmeersland. Op het eerste gedeelte van de lijn wordt gebruikgemaakt van reeds bestaande haltes, te weten Prins Hendrikkade (feestpodia) en Boeierstraat (veerdienst en jachthavens). De Sneekermeerbus rijdt van circa 8:45 uur tot circa 4:00 uur de volgende ochtend.

### Vervoersbewijs
Op deze buslijn zijn de reguliere tarieven voor de OV-chipkaart niet van toepassing. In de bus is een enkele rit verkrijgbaar (met de OV-chipkaart of bij de chauffeur) en online kan een weekticket aangeschaft worden.